# Olderfleet Castle
Olderfleet Castle är en slottsruin i Nordirland  i Storbritannien. Den ligger i kuststaden Larne i grevskapet Antrim, 27 km nordöst om Belfast. Slottet byggdes på 1500-talet och ersatte en äldre befästning på samma plats.